# 森尚子
森 尚子（もり なおこ、1971年11月29日 - ）は、イギリスを中心に活動する日本人の女優。愛知県名古屋市出身。テレビドラマや映画、ミュージカルと多方面で活躍。歌とダンスのほか、日本人訛りのないイギリス英語と、普通の日本語の両方を話せる。

## 略歴
名古屋生まれだが、3歳半のときから父の転勤に伴いアメリカ合衆国ニュージャージー州へ移り、10歳で日本に帰国。12歳の時に、今度は父がイギリスのロンドンへ転勤となり、学校のミュージカルの主役に選ばれたのがきっかけで、演劇、音楽、ダンスのレッスンを始める。15歳の時に父は再帰国となるが、イギリスで女優になると決心してロンドンに一人残ることになった。以後はほぼロンドン在住。
高校1年の時、友人の誘いでたまたま行った劇団オーディションに合格して入団。その劇団で『コーカサスの白墨の輪』のグルーシャ役を演じているところを、『ミス・サイゴン』の音楽助監督に誘われ、オーディションでの選考に勝ち抜いてアンサンブルでの出演を射止めた。ロンドンで上演された大ヒットミュージカル『ミス・サイゴン』で、主演のキム役のアンダースタディとなっていたが、キム役の女優が交通渋滞で劇場に間にあわないことから急きょキム役を演じることになり、日本人女優初のウエスト・エンドでの主演を果たしたのはまだ17歳の時であった。その後に、正式にキム役に昇格している。
以後、いくつかのイギリスのテレビ番組でレギュラー出演を果たしたほか、舞台、映画、ラジオドラマなどにも出演。声優や司会者としても活躍。
2005年にテレビドラマ『ドクター・フー』に研究者役として出演した際に番組のプロデューサー、ラッセル・T・デイヴィスの目に留まり、2006年に製作された同番組のスピンオフ作品『秘密情報部トーチウッド』のサトー・トシコ役に抜擢され、レギュラー出演した。
2006年には再びウエスト・エンドで、ミュージカルアベニューQに出演。2010年にはジョン・レノンの伝記テレビドラマである『レノン・ネイキッド』("Lennon Naked") でオノ・ヨーコ役を演じている。
2015年公開の映画『エベレスト 3D』では登山家の難波康子を演じている。
2018年の舞台『王様と私』はウエスト・エンドで公演。チャン王妃を演じている。渡辺謙、大沢たかおと共演。
2019年には日本のテレビ番組『陸海空 地球征服するなんて』で行われたイギリス人1000人を対象とした街頭インタビューの結果、イギリスで有名な日本人ランキングの第5位にランクインした。

## 主な活動内容

### テレビ
- Casualty（英語版）（1993-1994）
- アブソリュートリー・ファビュラス Absolutely Fabulous（1992-2012/BBC）
- Thief Takers（英語版）（1997/ITV）
- Psychos（1999/Channel 4）
- Judge John Deed（英語版）（2001）
- MI-5 英国機密諜報部 Spooks（2002）
- Manchild（2003）
- Mile High（2003）
- The Smoking Room（2004）
- Hiroshima（2005/BBC&TBS）
- ドクター・フー Doctor Who（2005/BBC）
- 秘密情報部トーチウッド Torchwood（2006-2009/BBC）
- Maneater（2009/Lifetime）
- ジョン・レノンの魂 ～アーティストへの脱皮 苦悩の時代～ "Lennon Naked"（2010/BBC&NHK）
- Three Inches（英語版）（2011／SyFy）
- プライベート・プラクティス 迷えるオトナたち Private Practice（2011／ABC）
- Vexed（2012）
- Rocket's Island（2012）
- ザ・テラー シーズン2 “不名誉”（2019年8月12日 - 10月14日、AMC）メインキャスト: アサコ・ナカヤマ[5]
- インベージョン(2021/Apple TV+) #2「崩壊」　Yui

### 映画
- サイバーネット Hackers（1995）
- スパイス・ザ・ムービー Spice World（1997）
- トプシー・ターヴィー Topsy Turvy（1999）
- エベレスト 3D Everest（2015） - 難波康子 役 ※吹き替え版でも声優兼任
- ライフ Life（2017）

### 舞台
- ミス・サイゴン（1990年 - 1992年）シアター・ロイヤル・ドルーリー・レーン、ロンドン
- 美女とトークン・マヨネーズ（1996年 - 1997年）PARCO劇場他
- ヘアー'97（1997年）PARCO劇場他
- Snake In Fridge (2000年)　ロイヤル・エクスチェンジ、マンチェスター
- アベニューQ（2006年 - 2007年）ノエル・カワード劇場、ロンドン
- The King and I 「王様と私」（2018年）チャン王妃、ロンドン

### ゲーム
- ドラゴンクエストXI 過ぎ去りし時を求めて（英語版、2018年）ヤヤク
- ファイナルファンタジーXIV 紅蓮のリベレーター (2017年) ヨツユ - 英語音声